# Пигарёва, Татьяна Ивановна
Татьяна Ивановна Пигарёва (род. 10 сентября 1965, Москва) — российский испанист, литературовед и искусствовед, кандидат филологических наук, журналист и лектор. Руководитель отдела культуры Института Сервантеса в Москве (с 2002 года). С сентября 2022 года исполняет обязанности директора Института Сервантеса.

## Биография
Родилась в семье Ивана Николаевича Пигарёва, учёного-физиолога, внука Василия Евгеньевича Пигарёва, секретаря Великой княгини Елизаветы Фёдоровны, и праправнука поэта Фёдора Тютчева. В 1987 году окончила романо-германское отделение филологического факультета МГУ. Училась в аспирантуре на кафедре зарубежной литературы МГУ. В 2002 году защитила кандидатскую диссертацию «Хорхе Гильен. Поэтика времени и пространства». Преподавала историю зарубежной литературы в Театральном училище им. Щукина, доцент кафедры искусствоведения. Внесла крупный вклад в развитие испанистики и российско-испанских культурных связей. В Российском государственном гуманитарном университете прошла курс профессиональной переподготовки по программе «Всеобщая история искусств» (2015).

## Журналистика
Работала в бюро испанской газеты El País (с 1990 по 1995 годы), а с 1991 по 1996 год была официально аккредитованным в Москве корреспондентом журнала Tiempo (Испания). Также писала для Diario 16, Página 30 (Argentina), сотрудничала как продюсер с барселонским TV 3. Автор многочисленных публикаций на испанском и русском языках, посвященных темам социума, политики и культуры. Как журналист сотрудничала с журналами «Вояж», «Домовой», «GEO», с проектами Rabkor.ru  и Colta.ru и другими средствами массовой информации. Неоднократно участвовала в программе «Наблюдатель» на телеканале «Россия — Культура»
C 2022 года ведёт в Telegram авторский канал PI-ART. Искусство и Испания.

## Российско-испанские связи
Представляла в Москве испано-советскую ассоциацию Alsov, созданную при участии Института кинематографии Испании, координировала работу испанского кинотеатра и культурного центра, открытого в кинотеатре «Художественный» с 1991 по 1993 годы.
Организатор программ российского кино в кинотеатре Renoir (Мадрид), кастингов в России для испанских фильмов. Соавтор сценария и продюсер в России документального фильма «Елена Дьяконова, GALA» (2001, режиссёр Сильвия Мунт). Сотрудничала с Союзом писателей, Союзом художников, Союзом кинематографистов и Посольством Испании в организации мероприятий с участием Испании и стран Латинской Америки.
Была куратором и сокуратором нескольких десятков выставок в России и Испании, в том числе выставки «Русская живопись XIX века в Третьяковской галерее», прошедшей в Мадриде и Бильбао (Фонд BBVA, 1999—2000 годы) и Была куратором и сокуратором нескольких десятков выставок, в том числе проекта «Русская память в Испании. Альберто и „Дон Кихот“ Козинцева», подготовленного Государственной комиссией по юбилейным датам Испании (2005—2006 годы, Кордова и Альбасете)..
Участвовала в международных фестивалях, ярмарках и конгрессах, таких как литературный фестиваль La Risa de Bilbao (Бильбао, дискуссия «Юмор и тоталитаризм» Альберт Боаделья и Татьяна Пигарёва), представляла Россию на литературных ярмарках в Турине и в Мадриде.
С 2002 года руководит отделом культуры Института Сервантеса, испанского культурного центра в Москве. Организовала и приняла участие в организации более чем 2500 культурных мероприятий. С сентября 2022 года исполняет обязанности директора Института Сервантеса в Москве.
В 2015 году декретом Короля Испании получила испанское гражданство за «выдающиеся заслуги» в области укрепления российско-испанских культурных связей.
Читает лекции по истории искусства и литературы в лекториях «Прямая речь», «Мастерс», «Самое важное», а также в просветительских проектах в Мадриде, Барселоне, Гранаде, Малаге, Женеве, Париже и др.

## Книги и монографии
В 2001 году в издательстве Laertes опубликована книга Татьяны Пигарёвой, написанная на испанском языке «Autobiografía de Moscú. Colección privada de historias urbanas» («Автобиография Москвы. Частная коллекция городских историй»). Переведена на итальянский и корейский языки.

«Лучшая книга о Москве, когда-либо мной прочитанная. Эта книга подобна грандиозному проекту сталинской эпохи, на этот раз доведенному до финала». Мануэль Васкес Монтальбан.

«Татьяна — автор „Автобиографии Москвы“, книги, совершенно необходимой для каждого, кто приезжает в этот город». Хавьер Серкас.
«Autobiografía de Moscú» входит в список 100 лучших книг о Москве.
В 2011 году в серии «Афиша» вышел путеводитель Татьяны Пигарёвой по Мадриду, для той же серии в 2013 году она была соавтором путеводителя по Испании. Лауреат премии Академии СМИ «Москва Media» за лучшую публикацию в рамках Года Испании в России, 2011.
В 2022 году в издательстве «Слово» опубликована книга «Испания от И до Я. Двойники Дали, сервантесовская вобла и другие истории заядлого испаниста», включена в лонг-лист премии «Просветитель-2023», главной российской литературной премии жанра нон-фикшен.

По мнению издательства, «книга Татьяны Пигарёвой — одного из самых известных испанистов в России — похожа на пьесу об Испании с интермедиями в девяти актах. Это захватывающее представление, состоящее из разнообразных сцен испанской жизни и жизни автора с Испанией. Рождение Музея Прадо, поиски портретов Сервантеса, „Менины“ Веласкеса, тяготы Гражданской войны, авангардное искусство времен Франко, миры Дали и Альмодовара. А в интермедиях — истории про Испанию через воспоминания автора и различные культурологические курьезы. Личное в рассказах Пигарёвой неразрывно связано с профессиональным, ведь Испания стала её жизнью, полной нежданных чудес, сдвигающих время и пространство».

## Участие в коллективных трудах

### На русском языке
- «Альмодовар в Москве» и «К потерянному раю: Альмодовар и Уорхол. Разомкнутые объятия (2009)» // «Альмодовар», Искусство кино, Подписные издания, СПб., 2022
- «Как в Москве эпохи перестройки появился испанский кинотеатр, а советское кино стало фундаментом киноимперии Renoir» // «Испания и Россия перед вызовами времени», Международные отношения, М.,2022
- «Художник Сервантес и римский император» // «Испания. Книга открытий. Русский взгляд», Центр книги Рудомино, М, 2021
- «Портретный образ Сервантеса. Четыре века поисков и мистификаций» // статья в издании Мигель де Сервантес Сааведра «Назидательные новеллы» в серии «Литературные памятники», Ладомир, Наука. М., 2020
- Мадрид, Эль-Пардо, Алькала-де-Энарес, Эскориал, Аранхуэс. Чинчон и Толедо. // «Испания» Путеводитель в серии «Афиши» (М., 2015)
- «Особенности формирования авангардизма в Каталонии» // Сборник «Каталанская культура. История и современность», М. 1994
- «Каталонский авангардизм 10-20-х годов XX века и проблема билингвизма» // Сборник «Билингвизм и диглоссия» М. Изательство МГУ, 1989
- Эдуардо Мендоса «Неведомый остров» // «Диапазон», М. 1989
- Франсиско Умбраль «Иррациональный путеводитель по Испании» // «Диапазон», М. 1989
- «Образ-метафора и проблема поэтического языка поколения 27-го года» // Сборник «Слово в контексте литературной эволюции», М. Изательство МГУ, 1989
- «Испания: “под перьями” XX века» // «Образы Испании. Русское искусство XIX-XXI веков», каталог выставки в Государственном музее изобразительных искусство имени А.С. Пушкина; ГМИИ им. А.С. Пушкина, М., 2023
- «Испания в зеркале музея Прадо». Ибероамериканские тетради. 2024; 12(2):51-71[31].

Была одним из инициаторов создания серии книг, которую с 2010 по 2021 гг. выпускало издательство Центр Книги Рудомино совместно с Институтом Сервантеса. Координировала всю серию, а также в ряде изданий выступала как автор идеи, составитель, редактор и автор предисловия. В испанской серии Центра Книги Рудомино и Института Сервантеса опубликовано семнадцать книг, в том числе переводы таких авторов как Кальдерон де ла Барка, Кармен Лафорет, Федерико Гарсиа Лорка, антологии "Испанские мотивы в русской поэзии XX века" (2011), "Испанский квадрат: четыре пьесы из XXI века" (2012), "Русские в Испании" (2 тома, 2012, 2017), "Испания. Книга открытий. Русский взгляд" (2021).

### На испанском языке
- “Niños de la guerra, dos muñecas y agua hirviente” //publicación de un capítulo del libro “EspañA: desde la E hasta la A” en español y en ruso en la revista Nevá, FAMER, Málaga; 2024
- «El Guernica de Pablo Picasso: Velázquez, Goya, Balzac y la Guerra. Un ensayo de lectura interdisciplinar» // artículo en el libro Relaciones hispano-soviéticas durante la guerra civil española, Aspecto Press Ltd., Moscú, 2021
- «Apuntes históricos sobre el Don Quijote de Kozintsev: interdiscursividad barroca del mito transfigurado» // artículo en el libro EL TELÓN RASGADO. El Quijote como puente cultural con el mundo soviético y postsoviético, Ediciones Universidad de Navarra; S.A. Pamplona, 2015
- «El Quijote versus 1957: las aventuras de un ingenioso hidalgo en el país de los soviets» // artículo en el catálogo de la exposición Memoria rusa de España- Alberto y El Quijote de Kózintsev, Madrid 2005
- «Teatro ruso moderno. Punto final, puente onírico, eco nostálgico» // prólogo para el libro Teatro ruso contemporáneo. Publicacones de la Asociación de directores de Escena de España, 1996, Madrid.
- «La imágen de Europa en Rusia» // artículo en la revista Erasmus de la Universidad Complutense, 1992
- Equivalencias.Revista Internacional de Poesía, número monográfico sobre la poesía rusa contemporánea, 1991 (selección de textos, traducción, notas biográficas)

## Переводы
- «Капричос. Гойя. Дали», издательский дом «РИП-ХОЛДИНГ». 2017. Издание, приуроченное к выставке «Капричос. Гойя. Дали» в ГМИИ им. А. С. Пушкина, перевод подписей к офортам Дали (с испанского, совместно с Н. Р. Малиновской)
- Хосе Ортега-и-Гассет «О точке зрения в искусстве» // Хосе Ортега-и-Гассет «Эстетика. Философия культуры», М. «Искусство», 1991 (перевод с испанского)
- Манифесты каталонского авангарда // Сборник «Каталанская культура. История и современность», М. 1994 (перевод с каталанского)
- Статьи и манифесты Сальвадора Дали // журнал «Декоративное искусство» 1989 год (перевод с каталанского, с совместно с Н. Р. Малиновской).
- Стихотворения Рафаэля Фелипе Отериньо, Гильермо Бондо, Хорхе Рикардо Аулисино, Нони Бенегаса и Сантьяго Сильвестера (Аргентина, перевод с испанского) // Антология «Весь свет», М. 1988
- Стихотворения Марии-Мерсе Марсаль (Испания, перевод с каталанского) // Антология «Весь свет», М. 1988